# 皮婭·克拉姆林
皮娅·克拉姆林（瑞典語：Pia Cramling，1963年4月23日—），瑞典女子国际象棋棋手，国际象棋特级大师。
20世代80年代初，克拉姆林是世界上最顶尖的女棋手之一。1984年至1985年间，她曾任三度位居女子世界排名第一。1992年，她成为了第五位获得特级大师称号的女棋手。她还于2003年、2010年两度获得欧洲国际象棋个人锦标赛女子冠军。
她的丈夫是国际象棋特级大师胡安·曼努埃尔·贝隆·洛佩斯。二人生有一女兒安娜·克拉姆林·貝隆，是女子国际棋联大师。